# ГЕС Футамата
ГЕС Футамата (二又発電所) – гідроелектростанція в Японії на острові Сікоку. Знаходячись між ГЕС Янасе (36 МВт, вище по течії) та ГЕС Нагаяма (37 МВт), входить до складу каскаду на річці Нахарі, яка на південному узбережжі острова впадає до затоки Тоса (Тихий океан). 

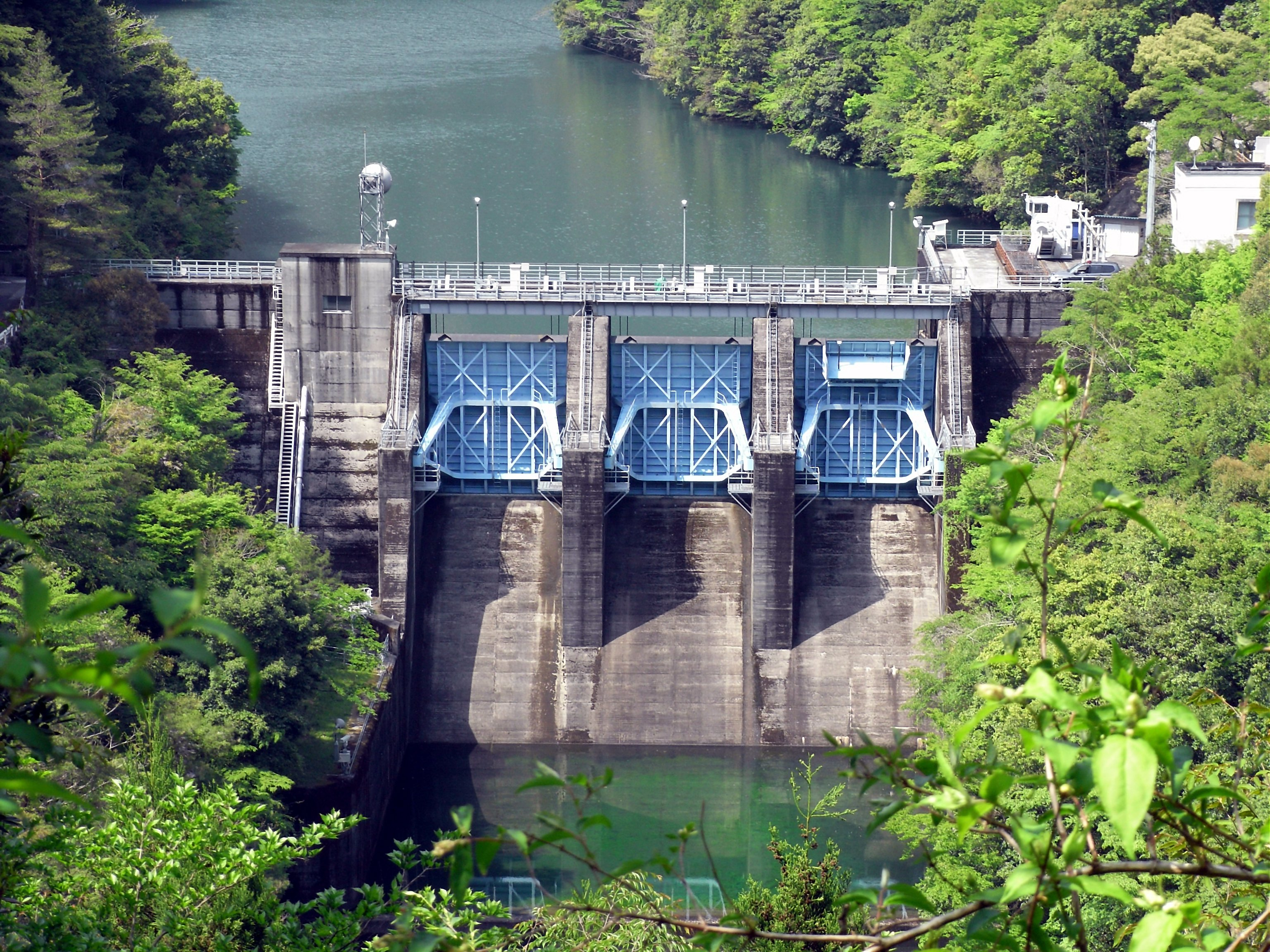
Гребля Кукі

В межах проекту річку перекрили бетонною гравітаційною греблею Кукі висотою 28 метрів та довжиною 95 метрів, яка потребувала 28 тис м3 матеріалу. Вона утримує водосховище з площею поверхні 0,29 км2 та об’ємом 2,9 млн м3 (корисний об’єм 1,3 млн м3). 
Зі сховища через лівобережний масив прокладено дериваційний тунель довжиною 8,2 км з діаметром 4,6 метра, який переходить у напірний водовід довжиною 0,4 км зі спадаючим діаметром від 4,6 до 3,4 метра. В системі також працює вирівнювальний резервуар висотою 56 метрів з діаметром від 13 до 55 метрів.
Основне обладнання станції становлять дві турбіни типу Френсіс загальною потужністю  72,1 МВт, які використовують напір у 189 метрів.